# Condado de Oleśnica
Condado de Oleśnica (polaco: powiat oleśnicki) é um powiat (condado) da Polónia, na voivodia da Baixa Silésia. A sede do condado é a cidade de Oleśnica. Estende-se por uma área de 1049,74 km², com 103 192 habitantes, segundo o censo de 2005, com uma densidade de 98,3 hab/km².

## Divisões admistrativas
O condado possui:
Comunas urbanas: Oleśnica
Comunas urbana-rurais: Bierutów, Międzybórz, Syców, Twardogóra
Comunas rurais: Dobroszyce, Dziadowa Kłoda, Oleśnica
Cidades: Oleśnica, Bierutów, Międzybórz, Syców, Twardogóra

## Demografia
População (dados de 30 de Junho de 2005):
|          | Total   | Total | Mulheres | Mulheres | Homens  | Homens |
| -------- | ------- | ----- | -------- | -------- | ------- | ------ |
|          | pessoas | %     | pessoas  | %        | pessoas | %      |
| Total    | 103 192 | 100   | 52 643   | 51       | 50 549  | 49     |
| Cidades  | 61 924  | 100   | 32 161   | 51,9     | 29 763  | 48,1   |
| Povoados | 41 268  | 100   | 20 482   | 49,6     | 20 786  | 50,4   |